# Neville Hunte
Neville Hunte (nascido em 4 de agosto de 1948) é um ex-ciclista olímpico guianês. Representou sua nação nos Jogos Olímpicos de Verão de 1972, na prova de contrarrelógio (1000 m).